# 4653 Томмазо
4653 Томмазо (4653 Tommaso) — астероїд головного поясу, відкритий 1 квітня 1976 року.
Тіссеранів параметр щодо Юпітера — 3,326.